# روفس بلاجت
روفِـس بلادگت (به انگلیسی: Rufus Blodgett) سناتور سابق عضو حزب دموکرات ایالات متحده آمریکا بود. وی در سال ۱۸۸۷ تا ۱۸۹۳ میلادی سناتور ایالت نیوجرسی در سنای ایالات متحده آمریکا بود.